# Henry W. Baird
Henry Welles Baird (* 13. August 1881 auf Kent Island, Queen Anne’s County, Maryland; † 10. Oktober 1963) war ein Generalmajor der United States Army. Er war unter anderem Kommandeur der 4. Panzerdivision.
Zwischen 1904 und 1907 war Henry Baird einfacher Soldat im 15. Kavallerieregiment, das damals auf Kuba stationiert war. Im Jahr 1907 gelangte er als Leutnant der Kavallerie in das Offizierskorps des US-Heeres. In der Armee durchlief er anschließend alle Offiziersränge vom Leutnant bis zum Zwei-Sterne-General. In den folgenden Jahren absolvierte er den für Offiziere in den entsprechenden Rangstufen üblichen Dienst in unterschiedlichen Einheiten und Standorten. Dazu gehörten auch Aufgaben als Stabsoffizier in verschiedenen Hauptquartieren. 1923 absolvierte er das Command and General Staff College in Fort Leavenworth in Kansas.
Zwischen 1929 und 1935 war Baird Ausbilder bei Reserveeinheiten in Florida (Instructor of Organized Reserves, Florida). Danach gehörte er bis 1937 dem Stab des 1. Kavallerieregiments an, das gerade von der klassischen Kavallerieeinheit mit Pferden auf eine motorisierte Panzereinheit umgestellt worden war. Nach einer zwischenzeitlichen Versetzung zu den Reserveeinheiten des Staates Maryland, wo er ebenfalls als Ausbildungsoffizier tätig war, kehrte er zum 1. Kavallerieregiment zurück, wo er zwischen November 1938 und Juli 1940 das Kommando über das Regiment führte, das in Fort Knox stationiert war.
Im Mai 1941 übernahm Henry Baird das Kommando über die gerade neu aufgestellte 4. Panzerdivision, das er bis zum Mai 1942 innehatte. In diese Zeit fiel der Eintritt der Vereinigten Staaten in den Zweiten Weltkrieg. Die Division war zu jener Zeit unterbesetzt und schlecht ausgerüstet. Am Anfang hatte sie nur 20 Fahrzeuge, sodass unter anderem mit Panzerattrappen gearbeitet wurde. Zu einem militärischen Einsatz kam die Division unter Bairds Kommando nicht.
Nach seiner Zeit als Divisionskommandeur wurde Baird von seinem damals zeitlich begrenzten Rang als Generalmajor zum Oberst zurückgestuft und auf die Pensionierungsliste (Retired List) gesetzt, auf der er bis 1948 verblieb, um dann wieder im Rang eines Generalmajors in den Ruhestand zu gehen. Angaben zu den Hintergründen dieser Aktionen oder zu einer Verwendung zwischen 1942 und 1948 gibt es in den Quellen nicht. Auch über seine Zeit nach seiner Pensionierung ist nichts überliefert. Henry Baird starb am 10. Oktober 1963 und wurde auf dem Nationalfriedhof Arlington beigesetzt.